# Старый мост (Братислава)
Старый мост (словац. Starý most) — старейший из ныне существующих мостов через Дунай в Братиславе, Словакия. До открытия в 1972 году моста СНП это был единственный мост через Дунай в Братиславе. 

## Название
Первый постоянный мост, построенный в 1889—1890 гг., был назван в честь императора Австрии и короля Венгрии Франца Иосифа I. Во времена первой Чехословацкой республики мост был переименован в Штефаников мост в честь видного деятеля словацкого национального движения Милана Растислава Штефаника. 
Восстановленная в 1945 году переправа получила название мост Красной Армии. Существующее название мост получил в 1990 году.

## История
Если не считать моста, который просуществовал недолгое время в XV веке, первым мостом в Братиславе был понтонный мост, сооружённый в 1825 году, который находился у современной площади Людовита Штура. Он был построен потому, что деревянные мосты не могли сопротивляться постоянным повреждениям плывущим льдом. Понтонный мост просуществовал до 1891 года.
В 1889—1890 гг. был построен постоянный металлический ферменный мост. На открытии моста присутствовал император Франц Иосиф I.
Мост был совмещенным, по нему совершалось не только пешее и конное, но и железнодорожное движение, так как он находился на железнодорожной ветке Братислава—Сомбатхей, открытой в том же самом году. С 1914 по 1945 гг. по мосту проходила трамвайная линия Братислава — Вена.
3 апреля 1945 года отступающей немецкой армией была разрушена стальная часть моста и повреждена одна опора. Мост был восстановлен советскими войсками. 31 декабря 2008 года мост был закрыт для движения частного автотранспорта с сохранением пешеходного, велосипедного и автобусного движения.
2 декабря 2013 года мост был закрыт на реконструкцию. К сентябрю 2014 года были демонтированы две опоры и старое пролётное строение. В марте 2015 года начался монтаж нового пролётного строения. Открытие моста состоялось 19 мая 2016 года, мост был доступен только для пешеходов и велосипедистов. Трамвайное движение по мосту началось 8 июля 2016 года.
Мост металлический шестипролётный, пролёты перекрываются балочными фермами с параллельными поясами. Длина моста составляет 465 м. 

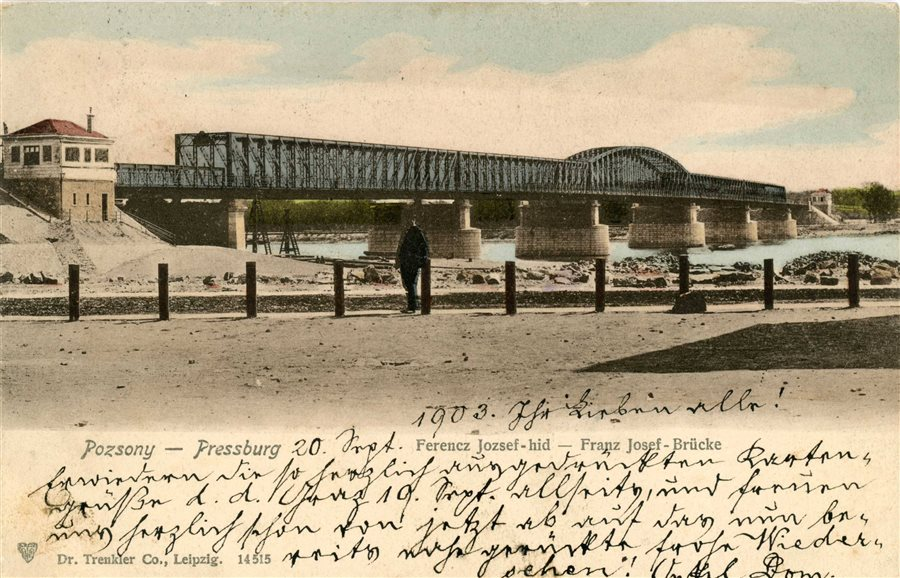
Мост Франца Иосифа в 1903г.
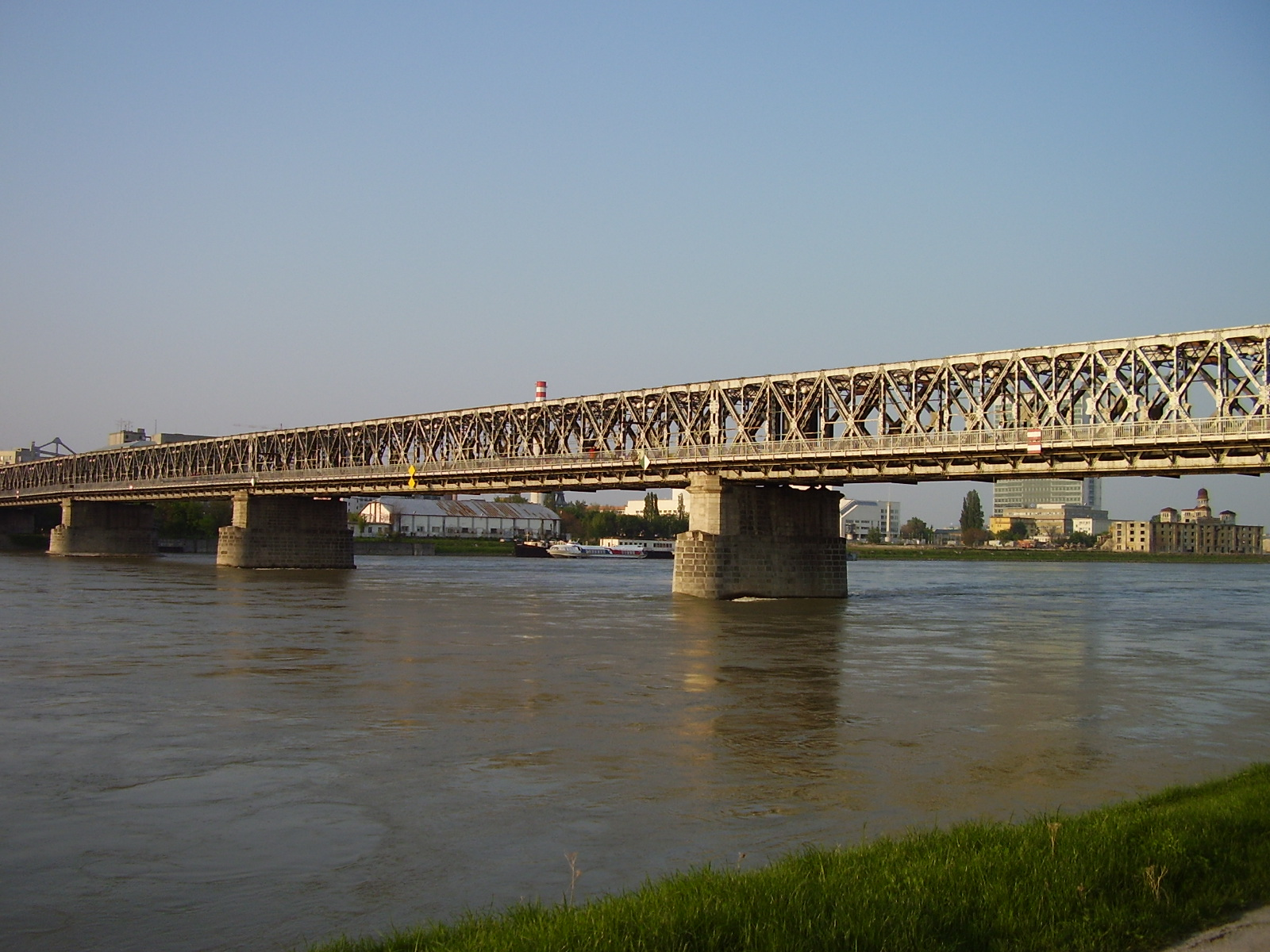
Старый мост, 2006г.
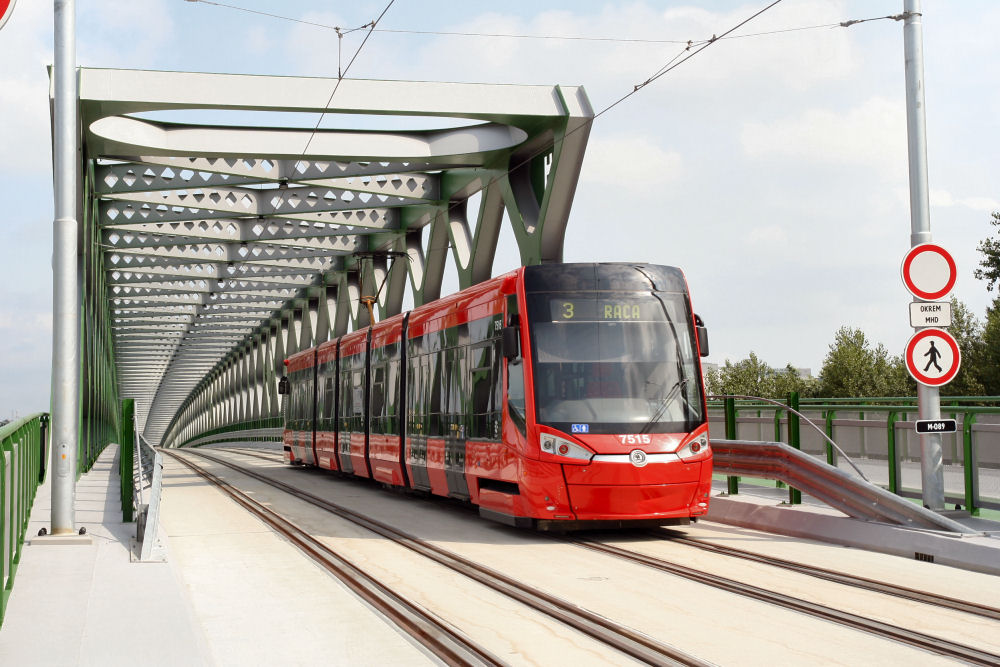
Трамвай на мосту, 2016г.